# Herrischried
Herrischried ist eine Gemeinde im Landkreis Waldshut in Baden-Württemberg.

## Geografie

### Lage
Herrischried liegt am Vorderen Hotzenwald, einem Südausläufer des Schwarzwalds in der Nähe des Hochrheins.

### Gemeindegliederung
Zur Gemeinde Herrischried gehören die bis in die 1970er Jahre selbstständigen Gemeinden Großherrischwand, Hogschür, Hornberg, Niedergebisbach, Rütte und Wehrhalden. Zur ehemaligen Gemeinde Großherrischwand gehören das Dorf Großherrischwand und das Haus Jägerhaus (Jägersruhe). Zur Gemeinde Herrischried in den Grenzen vor der Gemeindereform in den 1970er Jahren gehören die Dörfer Herrischried und Lochmatt und die Weiler Mühle, Säge und Stehle. Zu den ehemaligen Gemeinden Hogschür und Rütte gehören jeweils nur die gleichnamigen Dörfer. Zur ehemaligen Gemeinde Hornberg gehören die Dörfer Hornberg und Obergebisbach und der Weiler Atdorf. Zur ehemaligen Gemeinde Niedergebisbach gehören das Dorf Niedergebisbach, das Gehöft Maierhöfe und die Häuser Im Murgtal. Zur ehemaligen Gemeinde Wehrhalden gehören die Dörfer Wehrhalden, Giersbach und Kleinherrischwand, die Siedlung Lochhäuser und die Häuser Klaffenbach. Im Gebiet der ehemaligen Gemeinde Großherrischwand liegt die in Großherrischwand aufgegangene Ortschaft Schellenberg.
Die früher selbstständigen, eingemeindeten Gemeinden sind Ortschaften im Sinne der baden-württembergischen Gemeindeordnung mit jeweils eigenem Ortschaftsrat und Ortsvorsteher als dessen Vorsitzender eingerichtet.

### Nachbargemeinden
Die Gemeinde grenzt im Norden an Todtmoos und Ibach, im Osten an Görwihl, im Süden an Rickenbach, im Westen an die Stadt Wehr und im Nordwesten an den Ortsteil Gersbach der Stadt Schopfheim im Landkreis Lörrach.

## Geschichte

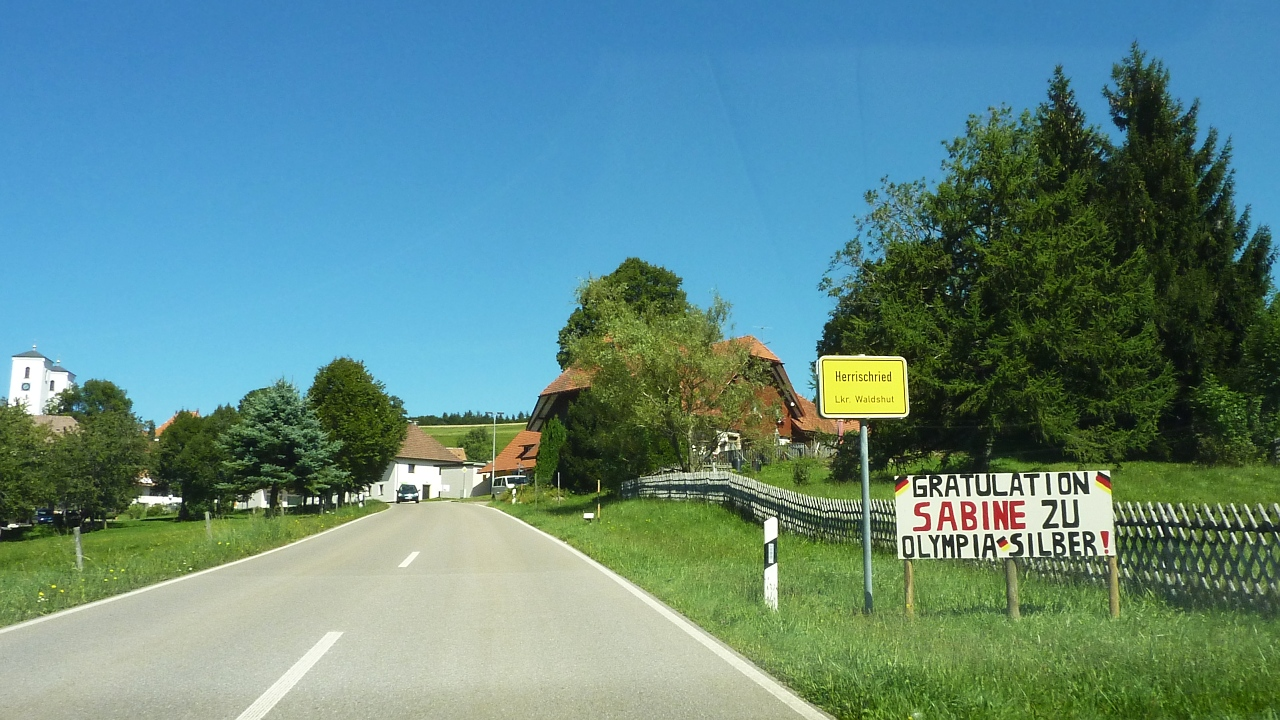
Herrischried Ortseingang

Bis 1376 waren die Herren von Wieladingen die Ortsherren, die sie als Meier des Damenstifts Säckingen ausübten.
Die Fronmühle Herrischried wurde 1341 (in Berainen auch früher) erwähnt. Sie war eine Bannmühle des Stifts Säckingen. Zur Mühle gehörte einst ein Dinghof, der Kellerhof (Ursprungsbau abgebrannt 1965) und ein Leibgedingehaus. 1963 erwarben die Eheleute Marie-Luise und Günter Adolf die Mühle und versuchten sie betriebsfähig zu erhalten. Heute ist sie in Privatbesitz. Die Niedergerichtsbarkeit fiel dann wieder an das Damenstift, bis sie 1783 an Vorderösterreich kam, das bereits die hohe Gerichtsbarkeit und die Landeshoheit hatte. Innerhalb von Vorderösterreich gehörte Herrischried zur Einung Görwihl in der Grafschaft Hauenstein, die wiederum zum Oberamt Breisgau gehörte. Erst im April 1806 kam Herrischried tatsächlich mit dem vorderösterreichischen Breisgau an das damalige Kurfürstentum Baden und wurde dem Bezirksamt Säckingen zugeordnet.

### Eingemeindungen
Im Zuge der Gemeindegebietsreform in Baden-Württemberg wurden am 1. Januar 1973 die bis dahin selbstständigen Gemeinden Hogschür, Niedergebisbach, Rütte und Wehrhalden eingemeindet. Die Eingemeindung von Großherrischwand und Hornberg erfolgte am 1. Juli 1974.

## Religion
Aufgrund der historischen Zugehörigkeit zum katholischen Vorderösterreich ist der überwiegende Anteil der Bevölkerung noch immer katholisch und wird von der Kirchengemeinde Hotzenwald St. Wendelinus betreut.
Neben der katholischen Kirche St. Zeno in Herrischried hat die Kirchengemeinde auf dem Gebiet von Herrischried Kapellen in Giersbach, Hogschür, Niedergebisbach, Großherrischwand und die Ödlandkapelle.
Die wenigen Evangelischen werden durch die Evangelische Kirchengemeinde Murg-Rickenbach-Herrischried betreut, die in Herrischried eine Kirche unterhält.

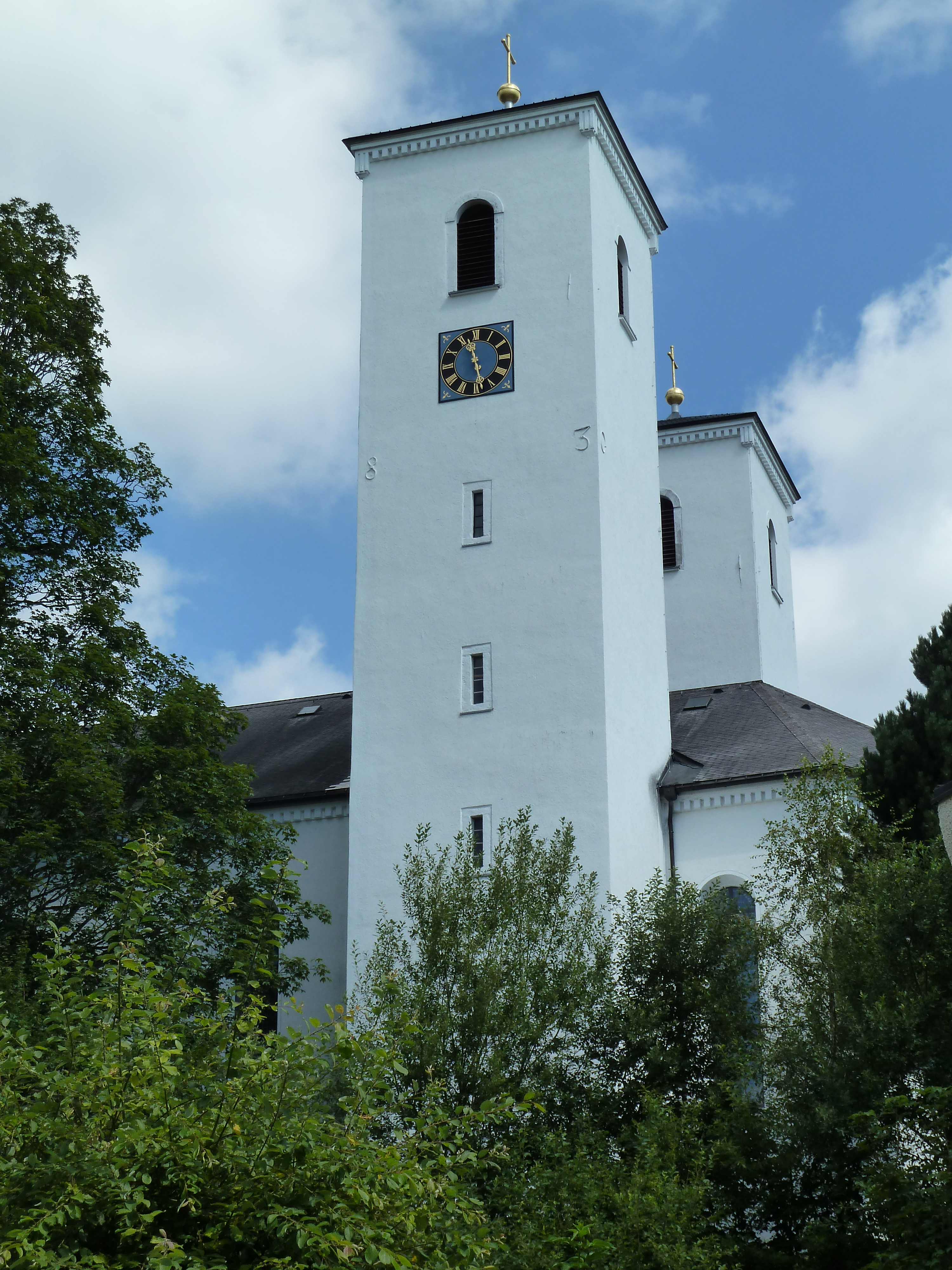
Katholische Kirche St. Zeno
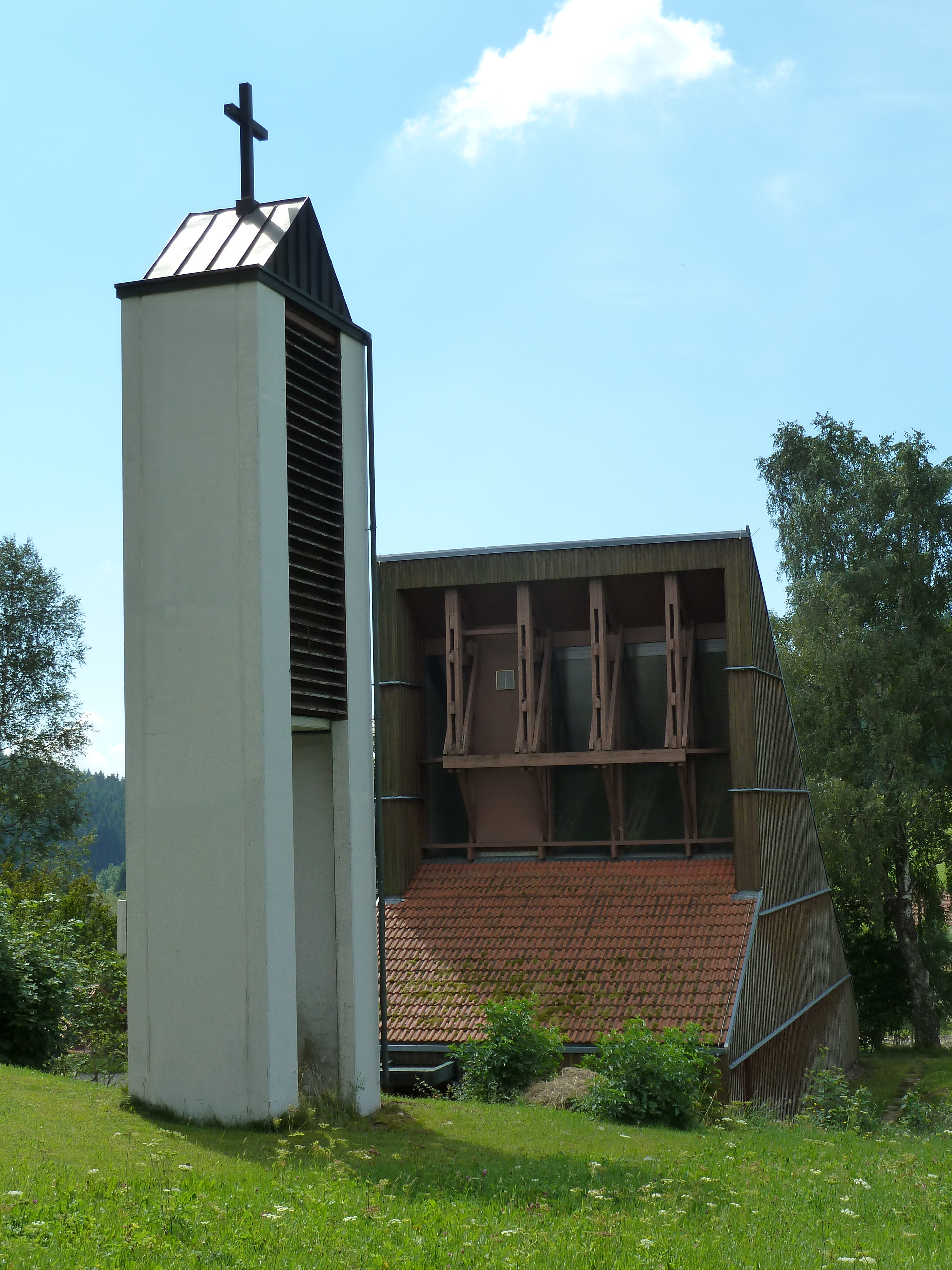
Evangelische Kirche
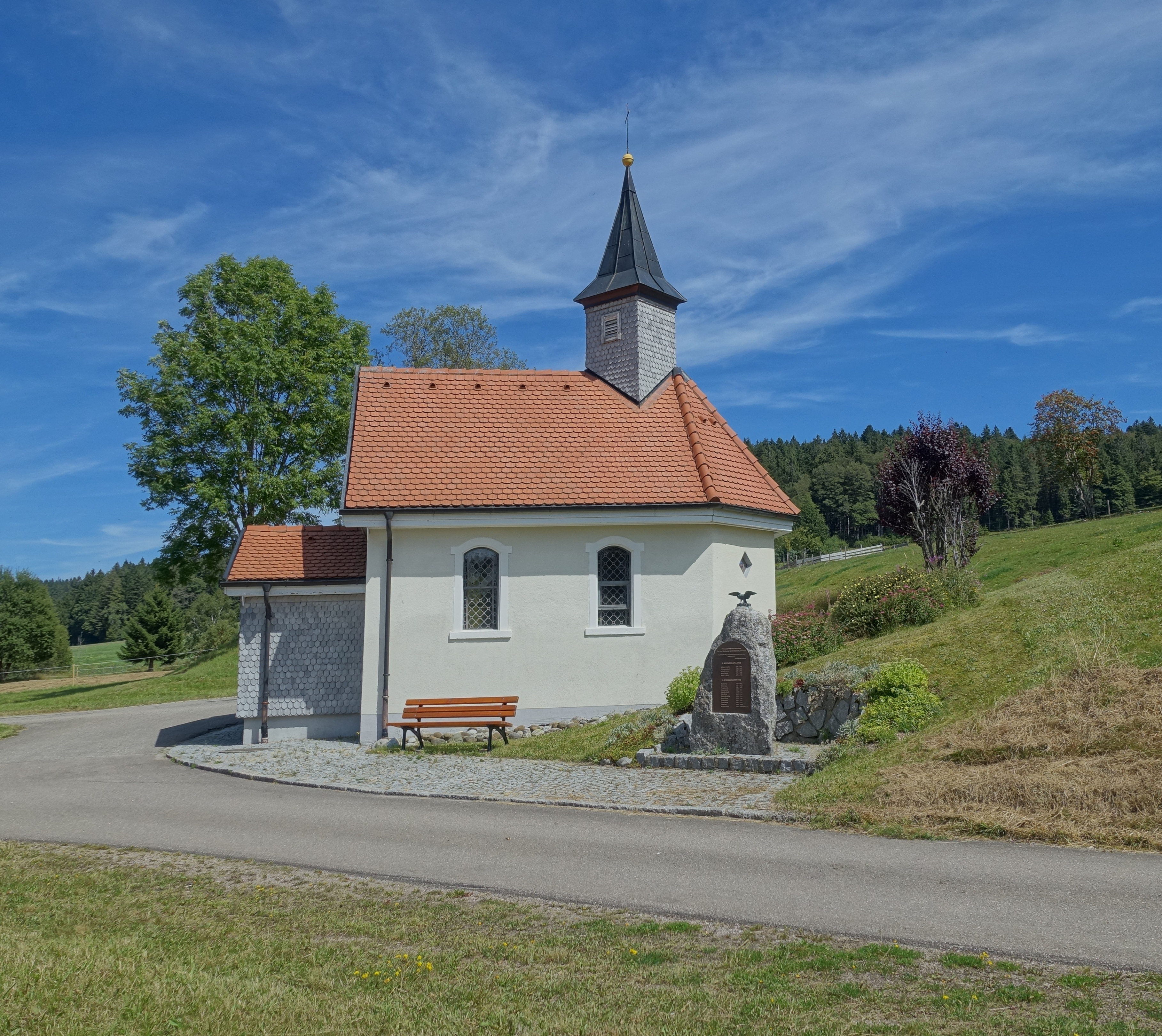
Kapelle Giersbach

Das Zen Buddhistische Zentrum Schwarzwald (Dharma Sangha) in Herrischried besteht seit 1996. In diesem Jahr erwarb der europäische Zweig der Dharma Sangha den Johanneshof als eigenes Praxiszentrum am Rand von Herrischried. Das buddhistische Zentrum ist ein Praxiszentrum. Es umfasst eine klösterliche und alltagstaugliche Zen-Praxis, Retreats (Sesshin), Seminare, Meditationswochen sowie die Möglichkeit der Teilnahme am klösterlichen Alltag. Das Zentrum umfasst eine Meditationshalle (Zendo) und zeichnet sich durch eine architektonische und atmosphärische Gestaltung aus, die auf Achtsamkeit, Meditation  (Zazen, Kinhin) und die Verbindung von Tradition und Moderne fokussiert.

## Politik

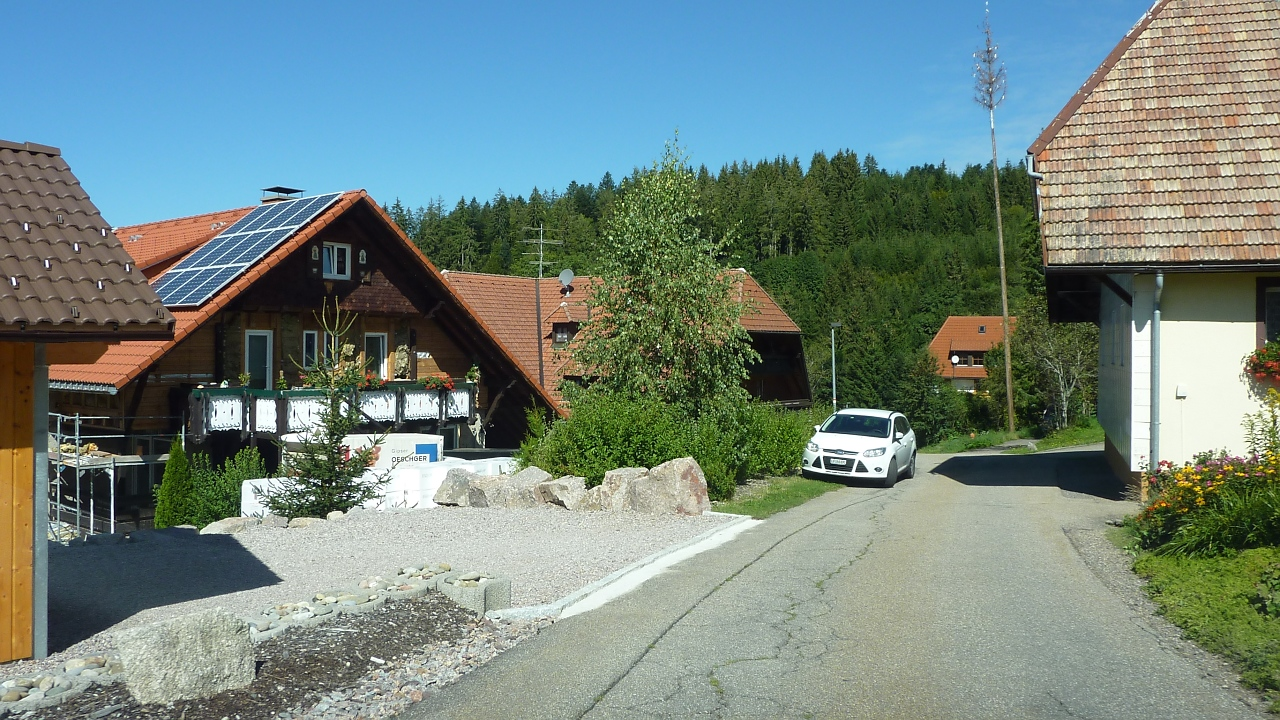
Herrischried-Hogschür, Kirchholzstraße

### Verwaltungsgemeinschaft
Herrischried gehört der Vereinbarten Verwaltungsgemeinschaft der Stadt Bad Säckingen mit den Gemeinden Herrischried, Murg und Rickenbach an.

### Gemeinderat
Nach der Kommunalwahl vom 9. Juni 2024 ergab sich die folgende Sitzverteilung. Die Wahlbeteiligung lag bei 60,2 %. Der Gemeinderat besteht aus den gewählten ehrenamtlichen Gemeinderäten und dem Bürgermeister als Vorsitzendem. Der Bürgermeister ist im Gemeinderat stimmberechtigt.
| Partei / Liste  | 2024   | 2024   | 2019   | 2019   |
| Partei / Liste  | Anteil | Sitze  | Anteil | Sitze  |
| --------------- | ------ | ------ | ------ | ------ |
| Freie Wähler    | 43,7 % | 5      | 37,7 % | 5      |
| CDU             | 37,6 % | 5      | 36,4 % | 4      |
| Grüne           | 18,7 % | 2      | 26,0 % | 3      |
| Wahlbeteiligung | 60,2 % | 60,2 % | 59,4 % | 59,4 % |

### Bürgermeister
2004 setzte sich Christof Berger bei der Bürgermeisterwahl gegen sieben Konkurrenten durch. Im April 2012 wurde er mit 90,8 Prozent der Stimmen wiedergewählt.
2020 trat Christof Berger nicht erneut zur Wiederwahl an. Christian Dröse wurde im zweiten Wahlgang zum Bürgermeister gewählt und am 1. September 2020 im Gemeinderat verpflichtet.
| Bewerber           | Stimmanteil 1. Wahlgang | Stimmanteil 2. Wahlgang |
| ------------------ | ----------------------- | ----------------------- |
| Krüger, Manfred    | 35,36 % (431)           | 48,00 % (540)           |
| Dröse, Christian   | 44,55 % (543)           | 51,02 % (574)           |
| Mickel, Annekatrin | 19,77 % (241)           | nicht mehr angetreten   |
| Sonstige           | 0,32 % (4)              | 0,98 % (11)             |

Die Wahlbeteiligung lag bei 59,13 % bzw. 54,64 % im zweiten Wahlgang.

### Wappen
Das Wappen der Alt-Gemeinde Herrischried wurde 1905 vom Generallandesarchiv Karlsruhe gestaltet, wobei das ehemalige Siegelbild der Gemeinde in einen Schild gesetzt wurde. Die Blasonierung des Wappens lautet: „In Silber auf grünem Schildfuß eine grüne Tanne, an der sich beiderseits ein roter Hirsch aufrichtet.“ Die Tanne weist auf die frühere Zugehörigkeit zur Grafschaft Hauenstein hin, die Hirsche symbolisieren den ehemaligen Wildreichtum der Gegend. Das Wappen der Alt-Gemeinde Herrischried wurde auch das Wappen der neuen Gesamtgemeinde.
Wappen der früher selbstständigen Gemeinden und heutigen Ortsteilen

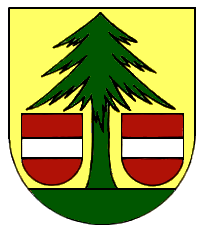
Großherrisch- wand
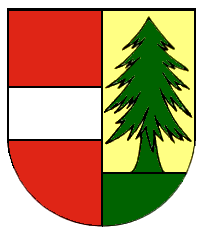
Hogschür
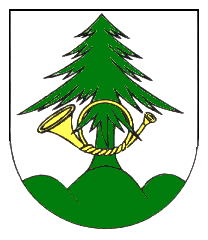
Hornberg
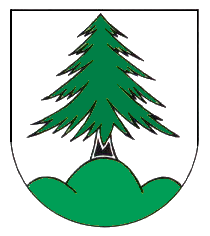
Rütte
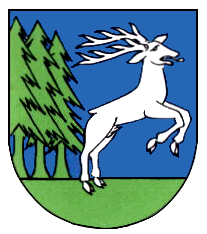
Wehrhalden

### Partnerschaften
Herrischried unterhält seit 1978 partnerschaftliche Beziehungen zu der französischen Gemeinde Le Castellet in der Provence.

## Kultur und Sehenswürdigkeiten

### Theater und Museen

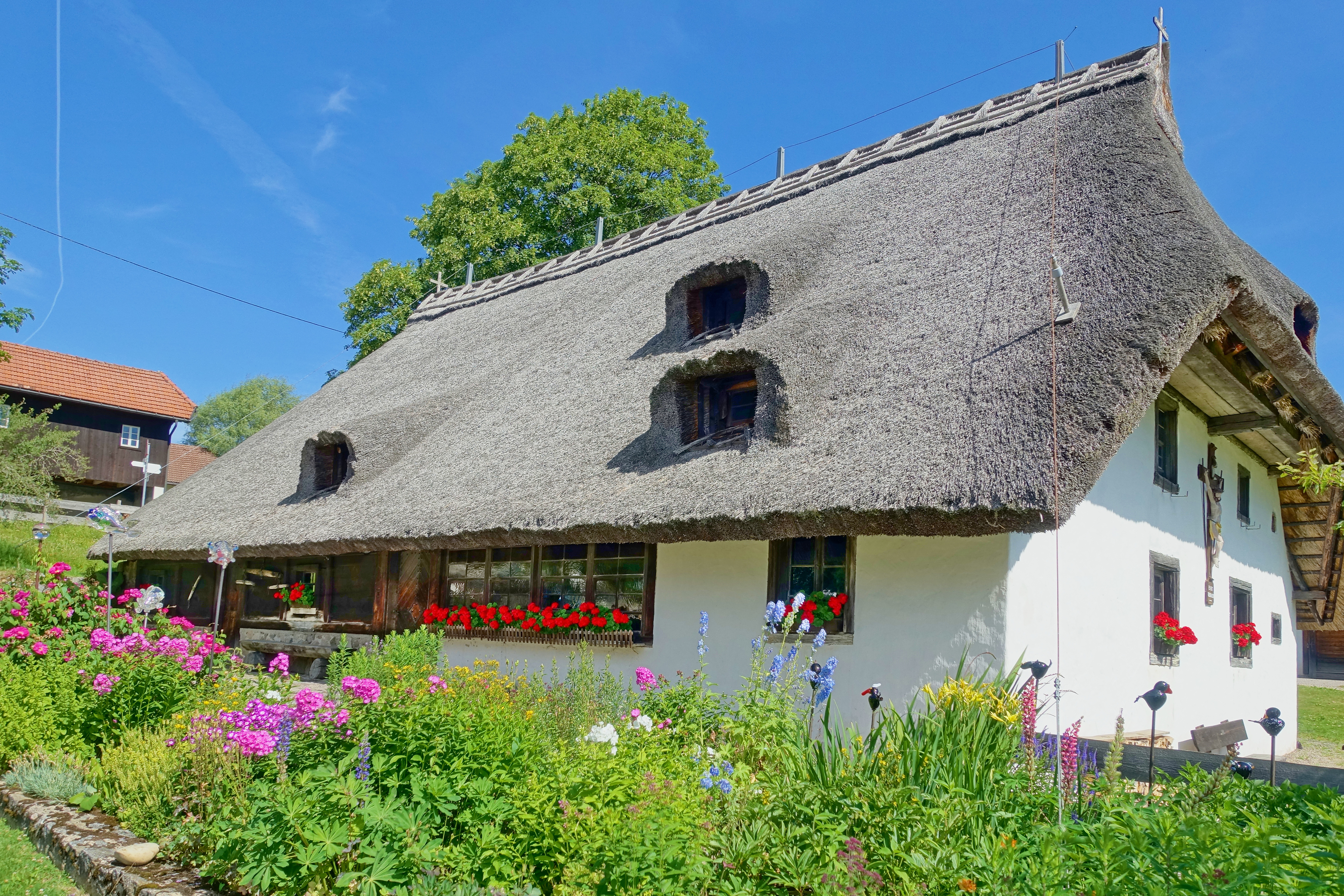
Der Klausenhof 2017

Im Ortsteil Großherrischwand befindet sich das Freilichtmuseum Klausenhof auf dessen Gelände seit 1983 im Sommer auch alemannische Mundartstücke aufgeführt werden. Der Klausenhof stammt aus dem Jahr 1424, ist eines der ältesten Schwarzwaldhäuser und eines der letzten erhaltenen Hotzenhäuser. Neben dem Schwarzwaldhaus befinden sich auf dem Gelände auch eine Klopfsäge, eine Schmiede, ein Backhaus, ein Bauerngarten und eine Scheune (kulturelles Freizeitzentrum).

### Herrischried in der Literatur
Johann Peter Hebel widmete in seinem Gedicht Der Schwarzwälder im Breisgau Herrischried eine eigene Strophe:
Minen Auge gfallt

Herischried im Wald.

Woni gang, se denki dra,

’s chunnt mer nüt uf d’Gegnig a

z’Herischried im Wald.

### Bauwerke
Gugelturm

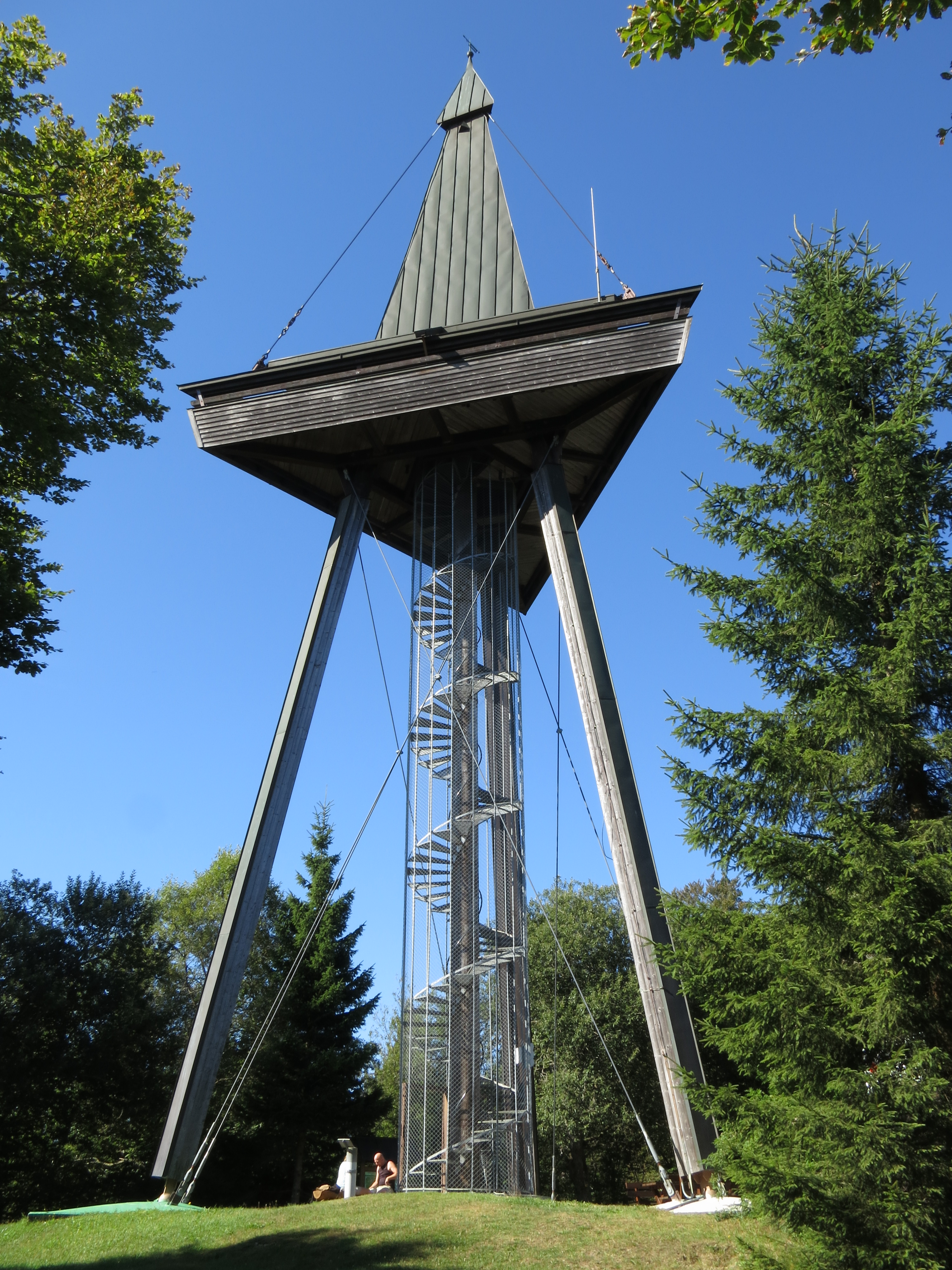
Der Gugelturm

Auf dem nordöstlich des Kerndorfes liegenden Gugel auf der Gemarkung des Ortsteils Wehrhalden steht auf 996 Meter Höhe der Gugelturm der 30 Meter in die Höhe ragt und auf 16 Metern eine Aussichtsplattform hat. Der erste – wesentlich kleinere – Gugelturm wurde 1930 eingeweiht und 1971 von britischen Pioniertruppen gesprengt um einem Neubau Platz zu machen. Der Schwarzwaldverein ließ 1971–1974 den neuen Turm errichten. Der Herrenschrieder Schwarzwaldverein betreibt zeitweise am Gugelturm auch eine Hütte mit Bewirtung. Der Turm erhielt den Übernamen „Neuer Hotz“.
Ödlandkapelle
Westlich des Kerndorfes und nahe beim Hornbergbecken steht auf 1026 Metern Höhe die Ödlandkapelle. Der Vorläufer dieser Wallfahrtskapelle wurde 1780 von den Bergalinger Bauern zum Dank für die Verschonung von der Rinderpest erbaut. Nachdem sie 1894 abgebrannt war, wurde 1897 der Grundstein für die neue Kapelle gelegt.
Von der katholischen Pfarrkirche St. Zeno zur Ödlandkapelle führt der Schicksalsweg der Banater Schwaben. Auf mehreren Gedenksteinen wird das Schicksal der Banater Schwaben aufgezeichnet, die im 18. Jahrhundert Teile Rumäniens besiedelten und teilweise auch aus dem Hotzenwald kamen.
katholischen Pfarrkirche St. Zeno
Hornbergbecken

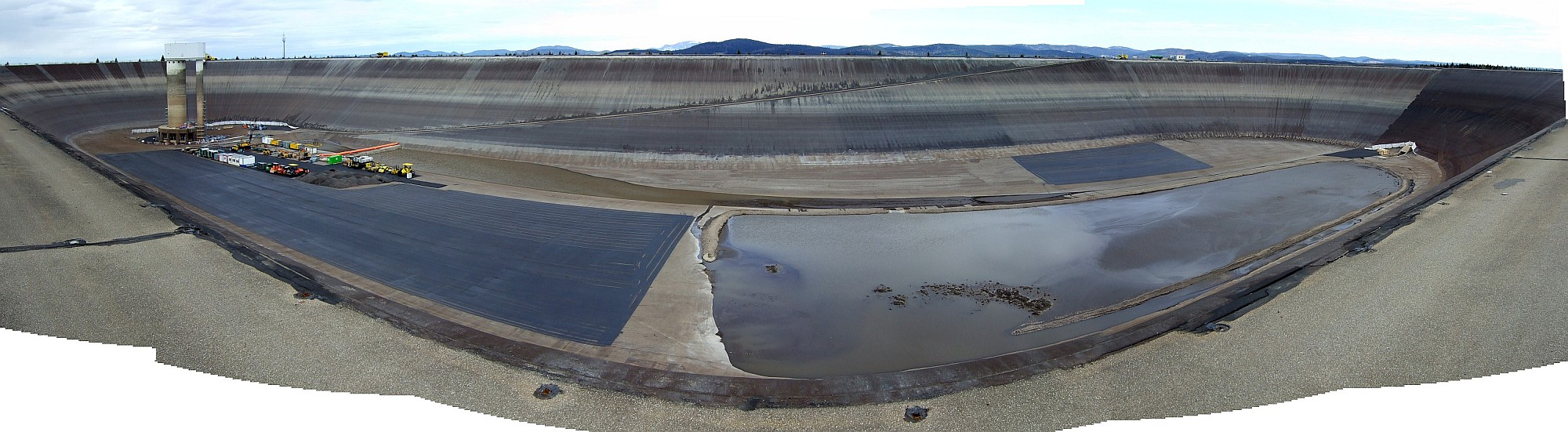
Leeres Hornbergbecken im Mai 2008

1975 wurde auf der Gemarkung des Ortsteils Hornberg von der Schluchseewerk AG das Hornbergbecken in Betrieb genommen, das Teil des Pumpspeicherkraftwerks Wehr ist.

### Grünflächen und Naherholung
Teile der Gemarkung der Ortsteile Grossherrischried und Hogschür gehören seit 1986 zum Landschaftsschutzgebiet Oberes Murgtal. Es handelt sich um eine „Typische Kulturlandschaft des Hotzenwaldes mit hervorragender Erholungseignung.“ Teile von Rütte und Giersbach gehören auch zum FFH-Gebiet Murg zum Hochrhein.

### Sport
Eissporthalle: Diese hat zwischen Oktober und April geöffnet und bietet auch die Möglichkeit für Eishockeyvereine, ihrem Sport nachzukommen. Im Gebäude des Eissportzentrums findet sich auch ein Hallenbad.
Außer zwei kurzen Skipisten besteht eine Eishalle. In der Umgebung werden im Winter zahlreiche Langlaufloipen präpariert.
Im Sommer bieten sich Radfahren und Wandern an. Die Rad- und Wanderwege sind gut ausgeschildert.
Unter anderem gibt es den FC Herrischried mit 306 Mitgliedern und den EHC Herrischried mit 120 Mitgliedern. Der EHC spielt in der Zentralschweizer Hockey Liga.

## Wirtschaft und Infrastruktur

### Bildung
- Gemeinschaftsschule Hotzenwald[27]

## Persönlichkeiten
- Albert Funk (1887–1979), Apotheker, Prähistoriker und Heimatforscher
- Eugen Ehmann (1887–1963), Maler, Grafiker und Architekt
- Hugo Kükelhaus (1900–1984), Tischler, Künstler und Pädagoge
- Eduard Müller (1854–1908), Jurist und Richter
- Sabine Spitz (* 1971), Radsportlerin und Olympiasiegerin